# Ischnopteris chlorata
Ischnopteris chlorata är en fjärilsart som beskrevs av Jacob Hübner 1823. Ischnopteris chlorata ingår i släktet Ischnopteris och familjen mätare. Inga underarter finns listade i Catalogue of Life.